# Roses (chanson de Saint Jhn)
Pour les articles homonymes, voir Rose.
Singles par SAINt JHN
Anything Can Happen
(2019) I Can Fvcking Tell
(2020)
Singles par Imanbek
Smoke It Up
(2019) Para Dice - Hot (Imanbek remix)
(2019)
Roses est une chanson du rappeur américain Saint Jhn, sortie originellement le 22 août 2016 et incluse par la suite dans son album Collection One sorti en 2018.
La chanson gagne en popularité grâce au remix du DJ kazakh Imanbek, sorti le 18 septembre 2019, en particulier quand le titre est publié sur TikTok et se voit associé à un filtre Snapchat. Le remix a été réalisé sans l'accord de Saint Jhn : Imanbek avait tenté de le contacter sur Instagram, mais n'avait pas reçu de réponse.
Le 17 juillet 2020, une nouvelle version du remix d'Imanbek est publiée, avec la participation du chanteur colombien J. Balvin.

## Classements hebdomadaires
| Classements (2019-20)                   | Meilleure position |
| --------------------------------------- | ------------------ |
| Allemagne (Media Control AG)            | 3                  |
| Australie (ARIA)                        | 1                  |
| Autriche (Ö3 Austria Top 40)            | 2                  |
| Belgique (Flandre Ultratop 50 Singles)  | 3                  |
| Belgique (Wallonie Ultratop 50 Singles) | 1                  |
| Canada (Hot 100)                        | 1                  |
| Danemark (Tracklisten)                  | 3                  |
| Écosse (OCC)                            | 2                  |
| Espagne (PROMUSICAE)                    | 23                 |
| États-Unis (Hot 100)                    | 4                  |
| Finlande (Suomen virallinen lista)      | 4                  |
| France (SNEP)                           | 2                  |
| France (SNEP Ventes)                    | 5                  |
| Irlande (IRMA)                          | 1                  |
| Italie (FIMI)                           | 4                  |
| Norvège (VG-lista)                      | 4                  |
| Nouvelle-Zélande (RMNZ)                 | 1                  |
| Pays-Bas (Nederlandse Top 40)           | 1                  |
| Pays-Bas (Single Top 100)               | 1                  |
| Portugal (AFP)                          | 3                  |
| Royaume-Uni (UK Singles Chart)          | 1                  |
| Royaume-Uni (UK R&B Chart)              | 1                  |
| Suède (Sverigetopplistan)               | 4                  |
| Suisse (Schweizer Hitparade)            | 2                  |

## Distinctions
| Année | Organisation           | Titre                                         | Résultat   | Ref.   |
| ----- | ---------------------- | --------------------------------------------- | ---------- | ------ |
| 2020  | MTV Video Music Awards | Tube de l'été                                 | Nomination | [ 30 ] |
| 2021  | Grammy Awards          | Meilleur enregistrement remixé, non-classique | En attente | [ 31 ] |